# Aliens in America
Aliens in America é uma sitcom americana produzida pela The CW em 2007. O formato da série é baseada na relação de adolescentes. A série foi cancelada após 18 episódios, devido a falta de audiência.
No Brasil foi exibido pelos canais Warner Channel e o SBT; em Portugal, pelo canal RTP2, ambos em 2008 e 2009.

## Sinopse
Justin Tolchuck é um rapaz tranquilo de 16 anos que tenta sobreviver ao pesadelo que é o ensino médio para quem não faz parte da turma dos populares da Escola Medora e tem Kyle Barks como seu melhor amigo. Mesmo sendo um garoto inteligente, Justin sabe que nunca será como sua irmã mais nova, Claire. Ela, sim, é popular. Sua mãe, Franny, não se conforma com esta situação e, numa tentativa de transformar Justin em um garoto popular, inscreve a família em um programa de intercâmbio, esperando que um intercambista europeu boa-pinta pudesse ajudar seu filho. Foi uma grande surpresa quando o tal intercambista chegou à casa dos Tolchuck: Raja Musharaff, um garoto também de 16 anos, muçulmano vindo do Paquistão, não é nada parecido com o rapaz nórdico e desenvolto que Franny tinha em mente. Raja conquista rapidamente a simpatia de Justin não só por sua simplicidade e humildade, mas também porque os dois garotos compreendem o que é ser rejeitado quando se tem apenas 16 anos.

## Elenco

### Elenco principal
- Dan Byrd como Justin Tolchuck
- Adhir Kalyan como Raja Musharaff
- Amy Pietz como Franny Tolchuck
- Scott Patterson como Gary Tolchuck
- Lindsey Shaw como Claire Tolchuck
- Christopher B. Duncan como o Sr. Matthews

### Elenco recorrente
- Adam Rose como Dooley
- Chad Krowchuk como Brad
- Nolan Gerard Funk como Todd Palladino
- Avan Jogia como Sam

## Distribuição
| Local         | Emissora       |
| ------------- | -------------- |
| Índia         | Zee Café       |
| Irlanda       | TV3            |
| Turquia       | CNBC-e         |
| Polónia       | HBO            |
| Nova Zelândia | TV2            |
| Dinamarca     | TV3            |
| Portugal      | RTP2           |
| Brasil        | Warner Channel |
| Noruega       | TV Norge       |
| México        | Warner Channel |
| Brasil        | SBT            |

## Exibição no Brasil
Em 5 de janeiro de 2009 foi substituída pela série Um Maluco no Pedaço, no SBT, já que todos os episódios já haviam sido exibidos. No episódio de estreia, Raja conseguiu 7 pontos de média, mantendo o SBT na segunda posição.